# Bob Janssen
Bob Janssen (Melick, 15 september 1976) is een voormalig Nederlands voetballer die tijdens zijn profloopbaan uitsluitend voor VVV uitkwam.

## Loopbaan
Vanuit de jeugdopleiding van VVV werd de 17-jarige Janssen in 1994 overgeheveld naar de selectie van het eerste elftal. Als invaller voor Gerald Sibon maakte hij daar op 3 september 1994 zijn debuut in een met 2-4 gewonnen bekerwedstrijd bij SV Meerssen. Ruim een half jaar later tijdens een uitwedstrijd bij Excelsior op 25 maart 1995 (0-0) beleefde hij er ook zijn competitiedebuut, ditmaal als invaller voor Alfred Knippenberg. Janssen was op meerdere posities inzetbaar, doch speelde bij voorkeur als middenvelder. In 1997 verliet hij het betaald voetbal. Janssen speelde nadien nog bij Wilhelmina '08 en Duitse amateurs, alvorens hij zijn carrière afsloot op het oude nest bij VV Vesta.

## Statistieken
| Seizoen         | Club            | Competitie      | Competitie | Competitie | Beker | Beker | Nacompetitie | Nacompetitie | Totaal | Totaal |
| Seizoen         | Club            | Competitie      | Wed.       | Dlp.       | Wed.  | Dlp.  | Wed.         | Dlp.         | Wed.   | Dlp.   |
| --------------- | --------------- | --------------- | ---------- | ---------- | ----- | ----- | ------------ | ------------ | ------ | ------ |
| 1994/95         | VVV             | Eerste divisie  | 5          | 0          | 1     | 0     | 1            | 0            | 7      | 0      |
| 1995/96         | VVV             | Eerste divisie  | 0          | 0          | 0     | 0     | 0            | 0            | 0      | 0      |
| 1996/97         | VVV             | Eerste divisie  | 1          | 0          | 0     | 0     | 0            | 0            | 1      | 0      |
| Carrière totaal | Carrière totaal | Carrière totaal | 6          | 0          | 1     | 0     | 1            | 0            | 8      | 0      |